# Georg Rabuse
Georg Rabuse (* 20. Februar 1910 in Leonstein; † 20. Juni 1976 in Wien) war ein österreichischer Romanist und Literaturwissenschaftler.

## Leben
Rabuse studierte von 1929 bis 1935 in Wien, Innsbruck, Halle/Saale und Paris und war Lektor und Referendar in Innsbruck. Zum 1. Mai 1938 trat er der NSDAP bei (Mitgliedsnummer 6.277.441). Nach der deutschen Besetzung Frankreichs ging er im Juli 1940 an das in Paris neu gegründete Deutsche Institut und war seit Februar 1942 dessen Stellvertretender Direktor, als Karl Heinz Bremer eingezogen wurde.
Rabuse war von 1958 bis 1965 außerordentlicher Professor für Romanistik an der Hochschule für Welthandel und von 1965 bis 1972 als Nachfolger von Alfred Noyer-Weidner ordentlicher Professor für romanische Philologie an der Universität Wien. Er war vor allem bekannt als Danteforscher für sein Buch Der kosmische Aufbau der Jenseitsreiche Dantes. Ein Schlüssel zur Göttlichen Komödie, Graz 1958.

## Werke
- Hans Carossa, in: Poètes et penseurs, Paris 1941
- (Zusammen mit René Lasne) Anthologie de la poésie allemande des origines à nos jours, Paris 1943
- (Übersetzung aus dem Italienischen) Guido Piovene, Mörder vor dem Anruf : Roman (La gazzetta nera, 1943), Graz 1953
- (Übersetzung aus dem Französischen) Henri Queffélec, Unter leerem Himmel : Roman eines gottlosen Dorfes (Chemin de terre, 1948), Graz 1953
- (Zusammen mit Hubert Schützner und Roger Denoual)  Französische Geschäftsbriefe richtig schreiben:  Modernes Korrespondenz-Handbuch für die Praxis, München 1968
- Die goldene Leiter in Dantes Saturnhimmel, Krefeld 1972
- Gesammelte Aufsätze zu Dante (siehe unten)